# Acianthera sicaria
Acianthera sicaria är en orkidéart som först beskrevs av John Lindley, och fick sitt nu gällande namn av Alec M. Pridgeon och Mark W. Chase. Acianthera sicaria ingår i släktet Acianthera och familjen orkidéer. Inga underarter finns listade i Catalogue of Life.